# Pseudophoxinus syriacus
Pseudophoxinus syriacus là một loài cá vây tia thuộc họ Cyprinidae.
Loài này chỉ có ở Liban.
Môi trường sống tự nhiên của chúng là sông ngòi, sông có nước theo mùa, và hồ nước ngọt.
Chúng hiện đang bị đe dọa vì mất môi trường sống.